# Guillermo Hartl de Laufen
Guillermo Hartl de Laufen (Laufen, Alemania, 10 de mayo de 1904 - Villarrica, Chile, 6 de febrero de 1977), obispo de origen alemán perteneciente a la Orden de los Hermanos Menores Capuchinos, misionero en Chile y segundo vicario apostólico de la Araucanía.

## Biografía
Nació en la ciudad de Laufen, en el entonces Reino de Baviera, el 10 de mayo de 1904 en una familia de profunda tradición cristiana. Fue bautizado en la parroquia de su ciudad natal con el nombre de Carlos. Terminados sus estudios humanísticos entró en el noviciado de la Orden de los Hermanos Menores Capuchinos y, a los veinte años de edad, se consagra a Dios con sus votos temporales en esta orden el 1 de abril de 1924, recibiendo el nombre de Guillermo de Laufen.
En los años de estudio y preparación al sacerdocio cultivó, en forma muy especial, el espíritu misionero, animado por el entusiasmo que florecía en su provincia religiosa que, desde fines del siglo XIX había asumido el servicio pastoral de la Misión de Araucanía, en Chile.
El 15 de julio de 1928 fue ordenado sacerdote y el 17 de diciembre de 1929 llega a Chile, meta de sus aspiraciones apostólicas y misioneras.

## Misionero en el sur de Chile
Colaboró en las misiones de Vilcún y Villarrica. En febrero de 1933 es enviado como párroco a Toltén, en donde se caracterizó por su amor a la Iglesia, su firme defensa de la fe y su abnegado servicio al pueblo de Dios. Considerando que el mejor aporte para salvaguardar y mantener la fe de sus feligreses era la educación de niños y jóvenes, aumentó y consolidó las escuelas en esas misiones de Toltén y Queule.
En febrero de 1939 deja la parroquia de Toltén para trasladarse con igual cargo pastoral a San José de la Mariquina, en donde posteriormente será rector del Seminario Misional de San Fidel de Sigmaringa, dedicándose a trabajar en la formación espiritual y pastoral de muchos sacerdotes.
Por más de diez años fue Superior Regular de los capuchinos de la Araucanía, cargo que desempeñó con un característico espíritu de fraternidad, animándoles con su ejemplo y palabra y esforzándose por mantenerles fieles a su vocación misionera.

## Misión episcopal
El 9 de noviembre de 1956 el papa Pío XII lo nombra obispo coadjutor del vicario apostólico de la Araucanía, con derecho a sucesión y el 17 de marzo del año siguiente es ordenado obispo en el templo de San Francisco de Asís, en Valdivia.
Participó con sumo interés en las cuatro sesiones del Concilio Vaticano II y, en septiembre de 1968, celebró el Sínodo diocesano para aplicar al Vicariato Apostólico las líneas emanadas de las orientaciones conciliares.
Falleció inesperadamente en Villarrica el 6 de febrero de 1977, a la edad de 73 años, 54 de vida capuchina, 49 de sacerdote y 20 de ministerio episcopal. Sus restos mortales se encuentran en la Iglesia Catedral de Villarrica.
Monseñor Hartl destacó por ser un hombre de profunda vida espiritual, fundamentada en la oración y el amor a la Eucaristía, lo cual era la fuente de sus virtudes cristianas, su pasión apostólica y el profundo deseo de que cada uno de sus feligreses tuviera mayores oportunidades de desarrollarse integralmente. Su proceso de canonización se encuentra en curso a partir del 1 de junio de 2002.